# Relaciones Bulgaria-Chile
Las relaciones Bulgaria-Chile son las relaciones internacionales entre el República de Bulgaria y la República de Chile. Los vínculos entre ambos países se han mantenido en un nivel discreto, aunque existe potencial para incrementar los lazos comerciales y de cooperación al enmarcarse dentro de las relaciones entre Chile y la Unión Europea.

## Historia
La relación entre ambos países data de la primera mitad del siglo XX. En el año 1935, se instaló una misión diplomática búlgara en Chile por primera vez. En mayo de 1943, el presidente chileno Juan Antonio Ríos rompió relaciones con el gobierno búlgaro, pese a que a la fecha no existía representación diplomática formal en ese país. Al término de la Segunda Guerra Mundial, los intereses chilenos en Bulgaria quedaron a cargo de Estados Unidos. El 25 de febrero de 1965 ambos países acordaron reanudar sus relaciones, presentando sus credenciales en Chile el embajador búlgaro Tentche Metchkev. Al año siguiente, el gobierno chileno acreditó al embajador en Yugoslavia, Miguel Serrano Fernández, como representante ante Bulgaria. En 1970, se firmó un acuerdo comercial entre Chile y Bulgaria. En septiembre de 1973, tras el golpe de Estado en Chile de 1973, Bulgaria rompió sus relaciones diplomáticas con Chile, aunque no desahució los documentos bilaterales firmados entre ambos países. Con el retorno de la democracia a Chile y la caída del socialismo búlgaro, con fecha 6 de abril del 1990 en Madrid, ambos países firmaron un acuerdo de renovación de las relaciones diplomáticas, tras lo cual el Ministerio de Relaciones Exteriores de Bulgaria abrió una misión comercial en Santiago, posteriormente elevada a la categoría de embajada. En 2011, sin embargo, Bulgaria resolvió cerrar su embajada en Chile por razones presupuestarias.
A inicios del siglo XXI, ambos países establecieron el mecanismo de consultas políticas, realizándose reuniones en Sofía en 2003 y 2009. Fruto de estas instancias, Bulgaria y Chile han negociado y suscrito acuerdos en materia de exención de visas para diplomáticos (2004) y cooperación antártica (2006), además del acuerdo comercial que firmó Chile con la Unión Europea. En enero del 2005, el ministro de Relaciones Exteriores búlgaro Solomon Passi visitó el Instituto Antártico Chileno en Punta Arenas, con el propósito de interiorizarse con los proyectos de colaboración y discutir actividades futuras, ya que Bulgaria cuenta con la base San Clemente de Ohrid en el territorio antártico reclamado por Chile. En 2015 se cumplieron 80 años del establecimiento de relaciones diplomáticas entre ambos países, lo que fue celebrado a través de la publicación de la primera traducción al idioma búlgaro de obras de Gabriela Mistral, en una edición bilingüe español-búlgaro del libro «Todas íbamos a ser reinas».

### Visitas oficiales
El presidente búlgaro Georgi Parvanov y el canciller Solomón Passy visitaron Chile en 2005, mientras que la vicecanciller Gergana Grancharova, visitó Chile en 2006. A la I Cumbre de la Comunidad de Estados Latinoamericanos y Caribeños y la Unión Europea de 2013, efectuada en Santiago de Chile, concurrió una delegación presidida por el entonces canciller búlgaro, Nikolay Mladenov.

## Relaciones comerciales
En el ámbito económico-comercial, las relaciones entre ambos países se enmarcan en el acuerdo de asociación entre Chile y la Unión Europea, vigente desde 2003. En 2022, el intercambio comercial entre ambos países fue de 168 millones de dólares estadounidenses. Los principales productos exportados por Chile fueron minerales de cobre y sus concentrados, mientras que aquellos exportados por Bulgaria al país sudamericano fueron principalmente ácido sulfúrico y cajas registradoras.

## Misiones diplomáticas
- La embajada de Bulgaria en Argentina concurre con representación diplomática a Chile. También cuenta con consulados honorarios en Osorno y Punta Arenas.[7]

- La embajada de Chile en Rumanía concurre con representación diplomática a Bulgaria. También cuenta con un consulado honorario en Sofía.[7]